# Френска академия на науките
Френската академия на науките (на френски: Académie des sciences) е френско научно дружество, която е сред първите академии на науките.
Основана е от крал Луи XIV по предложение на Жан-Батист Колбер през 1666 г. Днес тя е сред 5-те академии, съставляващи Френския институт. Има 150 действителни членове, 300 членове-кореспонденти и 120 чуждестранни кореспонденти, които се избират пожизнено.